# Tempi glaciali
Tempi glaciali (titolo in lingua originale Temps glaciaires) è un romanzo poliziesco del 2015 della scrittrice francese Fred Vargas, l'ottavo con protagonista il personaggio del commissario Adamsberg e i suoi uomini del commissariato del XIII arrondissement di Parigi.
Il romanzo è stato pubblicato per la prima volta in Francia nel 2015 dall'editore Flammarion, tradotto e pubblicato in Italia nel 2015, da Einaudi. Nel 2015 ha vinto il Prix Landerneau per il miglior romanzo di genere Polar.

## Trama
Il commissario Adamsberg e gli uomini e donne del suo commissariato si trovano ad indagare su alcuni suicidi che hanno in comune un simbolo di difficile comprensione. Si risale ad una tragica gita effettuata anni prima in Islanda per poi coinvolgere i membri di una setta di adepti della Rivoluzione Francese.

## Edizioni italiane
- Fred Vargas, Tempi glaciali, traduzione di Margherita Botto, collana Stile libero Big, Einaudi, 2011,  p. 442, ISBN 978-88-06-22773-9.